# Corn (arbust)

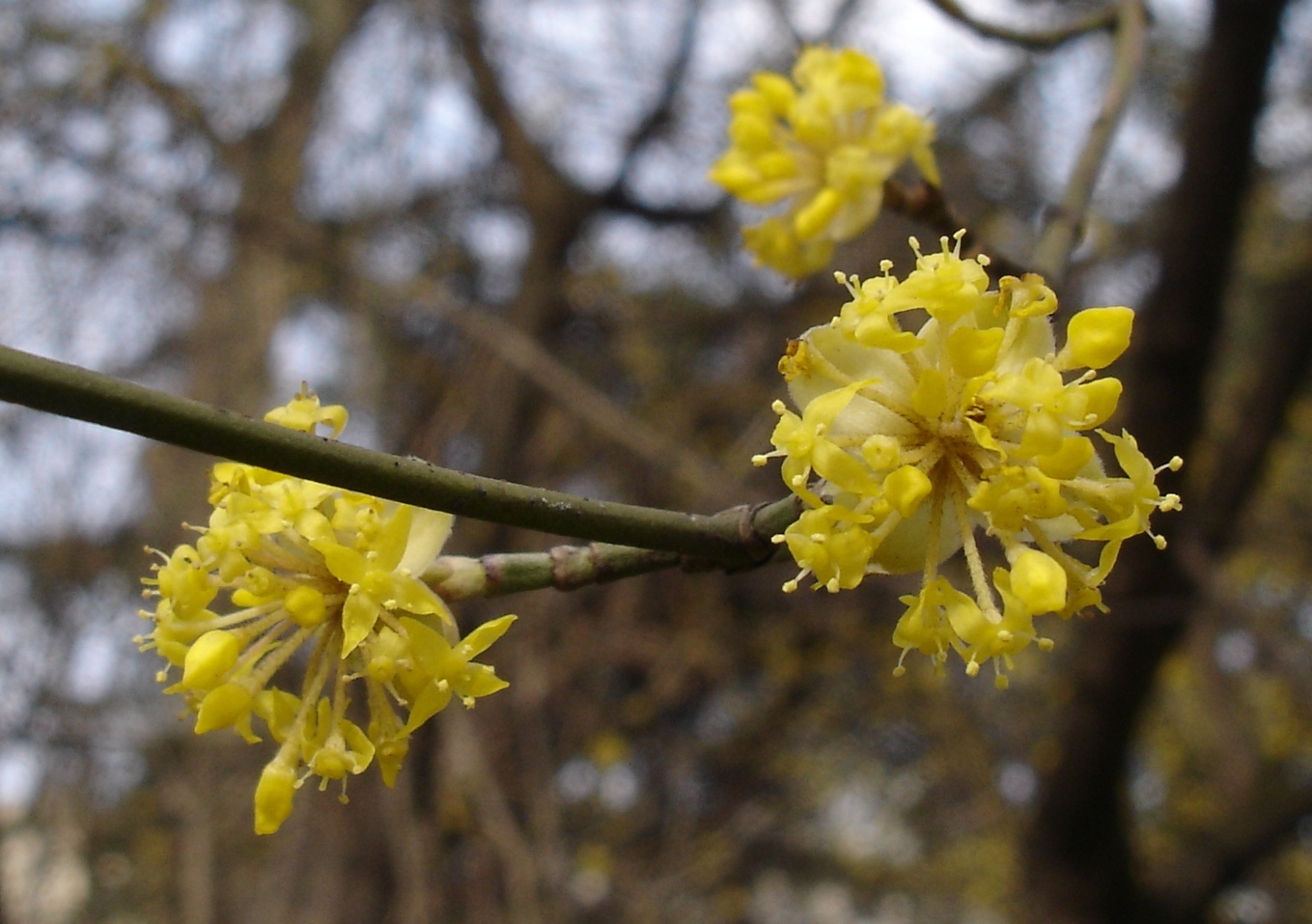
Corn înflorit

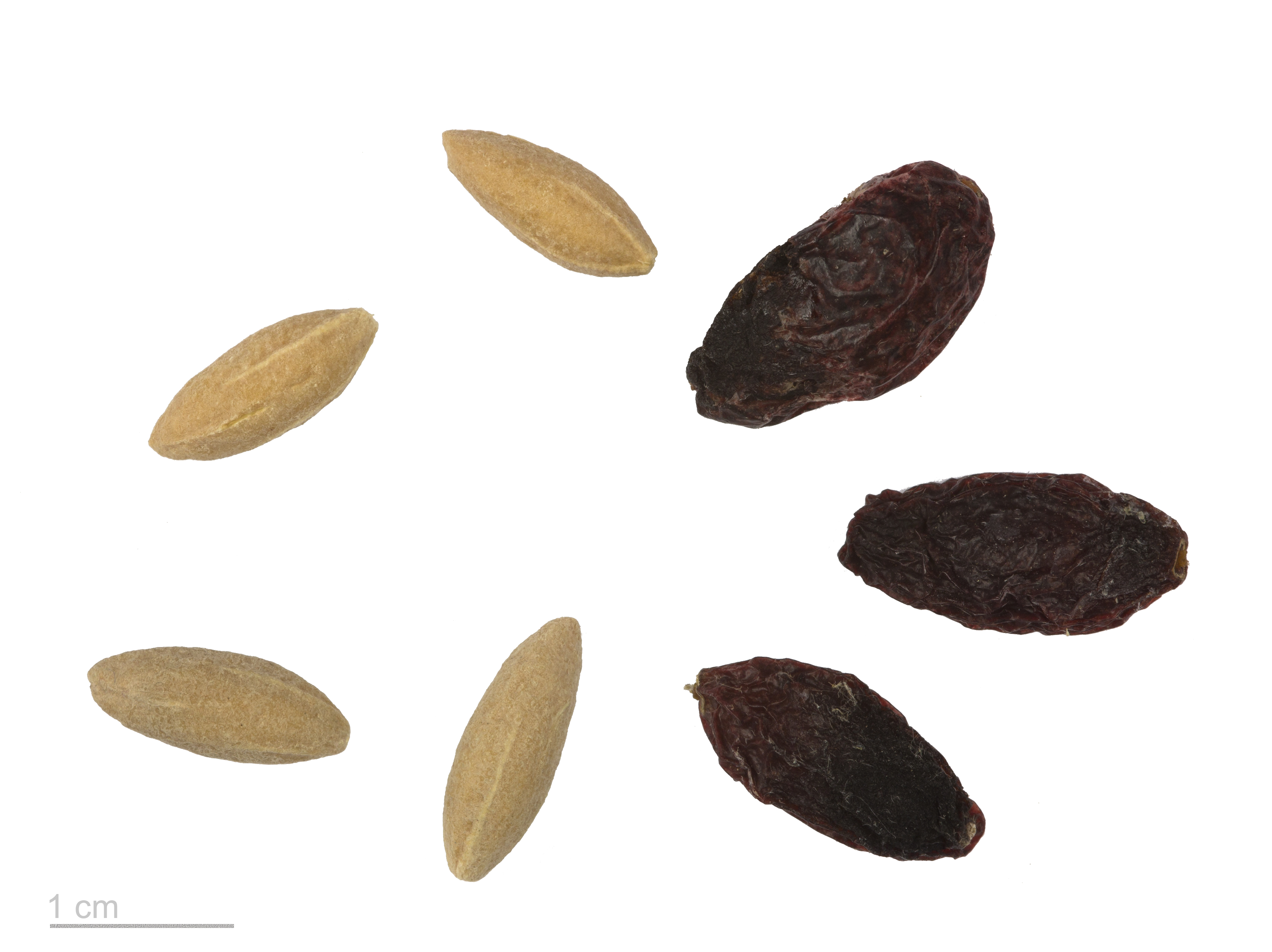
Cornus mas

Cornul sau cornul european (Cornus mas) este o specie de plante nativă sudului Europei și sud-vestului Asiei. Cornul crește în pădurile de foioase din zonele de deal și munte, dar îl întâlnim și ca plantă ornamentală, prin parcuri și grădini, datorită înfloririi timpurii și a aspectului sau deosebit.

## Caractere morfologice
Este un arbust mijlociu spre mare, deciduu, sau mai rar un arbore mic, cu înălțimea între 5 și 12 metri, scoarța maro închis și crenguțe verzui. Frunzele sunt opuse, cu lungimea de 4–10 cm și cu lățimea de 2–4 cm, de formă ovoidală. Florile sunt mici (5–10 mm în diametru), cu patru petale galbene, adunate în grupuri de 10-25, și înfloresc înainte ca frunzele să apară. Fructele (denumite coarne) sunt drupe roșii, alungite, de 2 cm lungime și 1,5 cm în diametru, conținând o singură sămânță.Scoarța dezvoltă de timpuriu un ritidom roșcat , care se exfoliază în solzi roșcați.

## Utilizare
Fructele sunt comestibile, și au gust astringent când sunt consumate proaspete. De aceea se folosesc mai ales gătite, având o aromă acidă, descrisă ca un amestec de merișoare și vișine; sunt folosite mai ales la producerea gemului, la pregătirea sosurilor, similare sosului de merișoare, fiind curățate de sâmburi și fierte cu zahăr și portocale. Pot fi de asemenea consumate uscate. În Armenia, fructul este folosit la distilarea votcii. În Turcia este consumat cu sare în timpul verii. Unele varietăți din Ucraina, selectate pentru producere de fructe, au fructe de până la 4 cm lungime. Fructele se coc spre sfârșitul verii și seamănă cu fructele coapte de cafea. În România, fructele se folosesc la obținerea de cornată, o băutură alcoolică preparată din sirop de coarne cu zahăr și alcool.
Specia este cultivată și ca plantă ornamentală pentru florile de la sfârșitul iernii, care se deschid mai repede decât cele ale forsiției.
Scoarța de corn recoltată primăvara devreme sau toamna târziu de pe ramurile tinere, și frunzele tinere recoltate primăvara, uscate, și preparate sub formă de decoct, ceai, infuzie sunt benefice în caz de diaree, febră. Ceaiul din coarnele uscate sau proaspete este antidiareic.
Din scoarța sa se mai poate produce vopsea, iar din frunze se obține tanin.